# Piłka wodna na Letniej Uniwersjadzie 2019
Turniej piłki wodnej na Letniej Uniwersjadzie 2019 odbył się w dniach od 2 do 14 lipca 2019 roku. Zawody mężczyzn rozegrano na stadionie pływackim w Casercie, natomiast kobiet na Miejskim Basenie w Casorii. Półfinały i finały zostały rozegrane w Piscina Scandone w Neapolu. W rywalizacji wzięło udział 10 reprezentacji męskich i żeńskich. W turnieju mężczyzn zwycięstwo przypadło Włochom, u Pań najlepsze okazały się Węgierki.

## Medaliści i medalistki

### Mężczyźni
| Konkurencja      | Złoto  | Srebro            | Brąz  |
| Turniej mężczyzn | Włochy | Stany Zjednoczone | Węgry |

### Kobiety
| Konkurencja    | Złoto | Srebro | Brąz  |
| Turniej kobiet | Węgry | Włochy | Rosja |